# 重庆市城口中学校
重庆市城口中学校位于重庆市城口县，是重庆市重点中学，是城口县唯一的一所高完中。学校前身为1942年成立的城口县立初级中学，现总占地面积78.3亩，教职工251人。

## 历史沿革
- 1942年，城口县立初级中学成立
- 1958年，城口县立初级中学更名为四川省城口县中学校
- 1997年，学校更名为重庆市城口中学校
- 2008年，重庆市城口中学校升格为重庆市重点中学[2]

## 校园文化
- 校训：学会做人、学会学习、学会生活、学会合作
- 学风：乐学、善思、践行、创新[3]